# 박선우 (1970년)
박선우(본명: 박종석, 1970년 12월 28일 ~ )는 대한민국의 가수, 배우이다. 1991년 언더그라운드 라이브 클럽에서 록 음악 가수로 첫 데뷔하였고 1993년에 미스터 투의 보컬리스트로 정식 데뷔하였다.

## 학력
- 동국대학교 연극영화학과 학사

## 출연작

### 영화
- 《별 볼일 없는 인생》 (2023년) - 성형아빠 역
- 《은지: 돌이킬 수 없는 그녀》 (2019년) - 이 경위 역
- 《중독노래방》 (2017년) - 살인범 역
- 《여자전쟁: 여자의 이유》 (2017년) - 관수 역
- 《우리 손자 베스트》 (2016년)
- 《누구없소》 (2013년) - 선우 역
- 《하울링》 (2012년) - 배용식 역
- 《지구에서 사는 법》 (2009년) - 한 실장 역
- 《이태원 살인사건》 (2009년) - 김 형사 역
- 《복면달호》 (2007년) - 태준아 역
- 《예의없는 것들》 (2006년) - 칼자국 역
- 《귀여워》 (2004년) - 둘째 아들 개코 역

### 드라마
- 《홍천기》 (SBS, 2021년) - 김홍서 역
- 《내일 지구가 망해버렸으면 좋겠어》 (넷플릭스, 2021년) - 교수 역
- 《오케이 광자매》 (KBS2, 2021년) - 탁 선생 역
- 《365 운명을 거스르는 1년》 (MBC, 2020년) - 고석규 역
- 《하이에나》 (SBS, 2020년) - 박혁권 역
- 《플레이어》 (OCN, 2018년) - 백선 역
- 《백일의 낭군님》 (tvN, 2018년) - 이돈영 역
- 《돈꽃》 (MBC, 2017년) - 형님 / 배광춘 역
- 《불야성》 (MBC, 2016년) - 손기태 역
- 《나청렴의원 납치사건》 (SBS, 2016년) - 오재환 팀장 역
- 《동네변호사 조들호》 (KBS2, 2016년) - 김형사 역
- 《별이 되어 빛나리》 (KBS2, 2015년) - 정춘식 역
- 《기막힌 이야기 실제상황》 (MBN, 2015년)
- 《오렌지 마말레이드》 (KBS2, 2015년) - 김한수 역
- 《징비록》 (KBS1, 2015년) - 장세작 역
- 《앵그리맘》 (MBC, 2015년) - 오 변호사 역
- 《KBS 드라마 스페셜 - 가만히 있으라》 (KBS2, 2015년) - 상철 역
- 《골든크로스》 (KBS2, 2014년) - 노조위원장 역
- 《참 좋은 시절》 (KBS2, 2014년) - 검사 역
- 《기황후》 (MBC, 2013년)
- 《천명: 조선판 도망자 이야기》 (KBS2, 2013년) - 개팔손 역
- 《보고싶다》 (MBC, 2012년) - 강상득 역
- 《골든타임》 (MBC, 2012년) - 산부인과 의사 여인준 역
- 《KBS 드라마 스페셜 - 내가 우스워보여?》 (KBS2, 2012년) - 한영규 역
- 《빛과 그림자》 (MBC, 2011년) - 사기꾼 역
- 《동안미녀》 (KBS2, 2011년)
- 《순결한 당신》 (SBS, 2008년)
- 《개와 늑대의 시간》 (MBC, 2007년) - 서지우의 직장상사 역
- 《별난여자 별난남자》 (KBS2, 2005년) - 피자 가게 손님 역

### 뮤지컬
- 《매디슨 카운티의 다리》 (2017년)
- 《언틸더데이》 (2016년)
- 《마리 앙투아네트》 (2015년)
- 《체스》 (2015년)
- 《라스트 로얄 패밀리》 (2014년)
- 《투모로우 모닝》 (2013년)
- 《프라미스》 (2013년)
- 《에비타》 (2012년)
- 《아이 러브 유》 (2011년)

### 연극
- 《둥지》 (2016년)

## 수상
- 1995년 MBC 10대 가수상